# Список Героев Украины/У
В настоящем списке в алфавитном порядке представлены люди, получившие почётное звание Герой Украины, чьи фамилии начинаются с буквы «У».
- Список содержит информацию о дате указа присвоения почётного звания, роде деятельности награждённых и годах их жизни.

## Список людей, фамилии которых начинаются с «У»
| № | Фамилия, Имя Отчество     | Дата Указа | Деятельность                                                              | Годы жизни      |
| - | ------------------------- | ---------- | ------------------------------------------------------------------------- | --------------- |
| 1 | Устименко, Максим Юрьевич | 29.06.2025 | украинский военный лётчик, полковник, участник российско-украинской войны | 1993—29.06.2025 |